# Black Economic Empowerment
Black Economic Empowerment, kortweg BEE, (Afrikaans: Swart Ekonomiese Bemagtiging (SEB)) is een Zuid-Afrikaanse regelgeving met de bedoeling om de voorheen achtergestelde bevolking ('previously disadvantaged people') meer te betrekken in het economische proces. Het gaat hierbij om de zwarte bevolking, kleurlingen, mensen van Indische origine en (sommige) Chinezen, die onder de verzamelnaam "black" aangeduid worden.
De Zuid-Afrikaanse maatschappij heeft na de Apartheid namelijk nog steeds te maken met grote economische ongelijkheid. Zo is de zwarte bevolking in het economisch proces erg ondervertegenwoordigd, vooral in de hogere lagen van het economische proces. 
Deze regelgeving werd veel bekritiseerd omdat slechts een klein aantal zwarte zakenlieden betrokken zou worden bij dergelijke deals ("narrow based"). Dit leidde tot een wijziging van de wet in 2007, vanaf dan werd van "Broad Based Black Economic Empowerment" gesproken.
Het BEE-beleid werd door de Namibische regering gekopieerd en in Namibië ingevoerd. Dit beleidsplan is ondertussen reeds afgeschaft en vervangen door het Targeted Intervention Programme for Employment and Economic Growth.